# Dickengschwendt
Dickengschwendt war ein Gemeindeteil von Ruhpolding auf der Gemarkung Vachenau.
Seine Lage war etwas oberhalb des Südufers der Urschlauer Achen am Fuße des Eisenbergs und entspricht den heutigen Hausnummern 1 bis 3 des Gemeindeteils Brand.
Der ehemalige Gemeindeteil Dickengschwendt wird heute dem Gemeindeteil Brand zugerechnet und letztmals mit dem Amtlichen Ortsverzeichnis von 1964 als Gemeindeteil ausgewiesen.

## Baudenkmäler
In Dickengschwendt steht mit der heutigen Hausnummer Brand 3 der „Dickergschwendter“, ein als Baudenkmal gelistetes Traunsteiner Bauernhaus mit einem Obergeschoss als Blockbau und Lauben, dessen Rundbogenportal mit 1739 bezeichnet ist.